# Pterygellus armeniacus
Pterygellus armeniacus är en svampart som beskrevs av Corner 1966. Pterygellus armeniacus ingår i släktet Pterygellus och familjen kantareller.   Inga underarter finns listade i Catalogue of Life.